# Деконструкція
Деконструкція — підхід до аналізу тексту, який запропонував французький філософ Жак Дерріда та суть якого у виявленні в тексті прихованих суперечностей з метою показати можливість неоднозначної його інтерпретації.
Дерріда ухиляється від точного визначення деконструкції, оскільки для цього потрібно було б використовувати ту ж мову, яку він критикує.
Деконструкцію використовують у сучасній філософії та літературній критиці. Підхід здобув популярність в Сполучених Штатах (напр. Поль де Ман) і Європі, вона стала складовою частиною філософії постмодернізму та континентальної філософії.
Важливий внесок у розробку філософської концепції деконструкції зробила французька вчена-філософ Сара Кофман.